# II Republika Afganistanu
Republika Afganistanu (pst. جمهوری افغانستان, prs. پادشاهي جمهوری افغانستان) – historyczne państwo położone w Azji Środkowej, na terenie obecnego Afganistanu, istniejące w latach 1987–1992.
W roku 1986 Babrak Karmal zrezygnował ze swojego stanowiska. Jego następcą został Mohammad Nadżibullah. Nadżibullah w 1987 roku zlikwidował Demokratyczną Republikę Afganistanu, a w jej miejsce utworzył II Republikę. Dwa lata później Afganistan, ZSRR, USA i Pakistan zawarły porozumienie pokojowe i wojska radzieckie zaczęły opuszczać kraj, ostatnie oddziały opuściły Afganistan w następnym roku. Po wycofaniu się wojsk radzieckich siły rządowe powoli traciły kolejne terytoria. Równocześnie doszło do stopniowej islamizacji kraju – konstytucja z 1990 roku deklarowała, że Afganistan jest państwem islamskim i ostatecznie usunięto z niej odniesienia do myśli lewicowej. Artykuł pierwszy konstytucji z 1990 roku potwierdził, że Afganistan jest niezależnym, jednolitym i islamskim państwem. Na początku 1992 roku, mudżahedini zdobyli Kabul. Zwycięzcy utworzyli nowy rząd, a prezydentem kraju został Tadżyk Burhanuddin Rabbani.